# Extrapolare
Extrapolarea este o cale de extindere a cunoașterii care are utilizare științifică și filozofică.
1. În matematică. Extrapolarea este determinarea valorii unei funcții pentru o valoare a variabilei aflată în afara intervalului de valori cunoscute.
2. În filozofie. Extrapolarea este extinderea sferei unei noțiuni de la un domeniu la altul sau o trecere de la o idee la alta cu o sferă mai largă de cuprindere.